# Serica maculicauda
Serica maculicauda är en skalbaggsart som beskrevs av Gilbert John Arrow 1916. Serica maculicauda ingår i släktet Serica och familjen Melolonthidae. Inga underarter finns listade i Catalogue of Life.